# Octaafdag
Een octaafdag is de achtste dag na een bepaalde gebeurtenis, waarbij de eerste dag wordt meegeteld. De octaafdag speelt voornamelijk een rol in de Katholieke kerk.
Zo is:
- Beloken Pasen de octaafdag van Pasen.
- Het feest van Maria Moeder van God (1 januari) de octaafdag van Kerstmis (25 december).
- Het feest van Maria Koningin (22 augustus) de octaafdag van Maria Hemelvaart (15 augustus)

Een bepaalde dag en de bijbehorende octaafdag vallen op dezelfde weekdag. Dus als Kerstmis op een vrijdag valt, valt de 1e januari ook op een vrijdag.